# Удовицький Василь Семенович
Василь Семенович Удовицький (квітень 1909, місто Миколаїв, тепер Миколаївська область — 1981, місто Житомир) — радянський діяч, 1-й секретар Житомирського міського комітету КПУ, секретар Миколаївського обласного комітету КП(б)У з транспорту, 1-й секретар Миколаївського обласного комітету ЛКСМУ.

## Біографія
Народився в квітні 1909 року в родині робітника. Батько помер у 1919 році.
У 1918—1921 роках — учень трудової школи села Варварівки на Миколаївщині.
У 1921—1925 роках працював у сільському господарстві, був розсильним Варварівської сільської ради, у сільськогосподарському товаристві.
У 1925—1928 роках — найманий робітник у Миколаєві, безробітний. У 1927 році вступив до комсомолу.
У 1928—1929 роках — учень токаря майстерень суднобудівного заводу в Миколаєві.
З 1929 року працював токарем механічного цеху № 13 суднобудівного заводу № 198 імені А. Марті в Миколаєві. У 1929 році був обраний секретарем комсомольської організації механічного цеху № 13.
Член ВКП(б) з 1931 року.
У 1932—1934 роках — секретар комітету ЛКСМУ Миколаївського суднобудівного заводу імені А. Марті. Закінчив робітничий факультет і підготовчі курси до технікуму, навчався в інституті господарників при суднобудівному заводі № 198 імені А. Марті в Миколаєві.
У травні 1938 — лютому 1939 року — 3-й секретар Заводського районного комітету КП(б)У міста Миколаєва.
У березні 1939 — червні 1941 року — 1-й секретар Миколаївського обласного комітету ЛКСМУ.
16 травня — серпень 1941 року — секретар Миколаївського обласного комітету КП(б)У із транспорту.
У 1941—1942 роках — у розпорядженні ЦК КП(б)У і штабу Південного фронту із евакуації народного господарства.
У 1942—1944 роках — секретар Кіровського обласного комітету ВКП(б) із транспорту.
У 1944—1947 роках — секретар Миколаївського міського комітету КП(б)У.
У 1947—1950 роках — слухач Вищої партійної школи при ЦК КП(б)У.
У липні 1950 — січні 1952 року — інспектор ЦК КП(б)У.
У січні 1952—1956 роках — 1-й секретар Житомирського міського комітету КПУ.
У 1956 — січні 1963 року — заступник голови виконавчого комітету Житомирської обласної ради депутатів трудящих.
У січні 1963 — грудні 1964 року — заступник голови виконавчого комітету Житомирської промислової обласної ради депутатів трудящих.
У грудні 1964 — 1969 року — начальник управління побутового обслуговування населення Житомирської обласної ради депутатів трудящих.
З 1969 року — на пенсії.

## Нагороди
- два ордени Трудового Червоного Прапора